# Thanh Bình (Trảng Bom, Đồng Nai)
Thanh Bình is een xã in het Vietnamese district Trảng Bom, provincie Đồng Nai. Thanh Bình ligt ongeveer 18 kilometer oostelijk van de stad Biên Hòa. Thanh Bình ligt aan de Nationale weg 1A. Ten westen van Thanh Bình ligt Bình Minh en ten oosten ligt Trảng Bom. Ten zuiden ligt Giang Điền, in het noorden ligt het Hồ Trị An.